# Мрачна страна Месеца
Мрачна страна Месеца је француски псеудодокументарни филм редитеља Вилијама Карела на каналу који је првобитно емитован на станици Арте 2002. године са насловом Операција Месец. Основна премиса за филм је хипотеза да су телевизијски снимци слетања Апола 11 на Месец лажирани и да их је заправо снимила ЦИА у студију, уз помоћ редитеља Стенлија Кјубрика. У филму се појављују неочекивани гости, као што су Доналд Рамсфелд, Хенри Кисинџер, Александер Хејг, Вернон Валтерс, Баз Олдрин и удовица Стенлија Кјубрика, Кристијан Кјубрик.

## Продукција
Карел је у снимању филма сарађивао са Кјубриковом удовицом Кристијан Кјубрик и његовим шураком Ијаном Харланом, и обоје се појављују у филму и говоре унапред написани текст. Карел је такође сарађивао са неколико особа запослених у Наси (који такође говоре унапред написани текст) и користе снимке особља председника Ричарда Никсона, укључујући Рамсфелда и Кисинџера. Међу многим траговима (углавном у другој половини) који одају да је цео филм превара и шала, су разговори са људима назване по ликовима у Кјубрикових филмова, попут филмског продуцента по имену Џек Торанс.

## Ликови
- Џек Торанс је измишљени лик из Кјубриковог филма Исијавање - није холивудски продуцент, а играо га је Дејвид Вингер.
- Ијан Харлан је брат Кристијан Кјубрик. У филму се види како расправља о „заплету" филма са Кристијан Кјубрик.
- Дејвид Боуман је измишљени лик из Кјубриковог филма 2001: Одисеја у свемиру - није прави астронаут, а глумио га је Тед Браун.
- Марија Варгас је измишљени лик из филма Босонога контеса - није сестра База Одлрина, а играла ју је Жаклин Томан.
- Ева Кендал је измишљени лик из Хичкоковог филма Север-северозапад - није била Никсонова секретарица (којој је право име било Роуз Мари Вудс), а играла ју је Барбара Роџерс.
- Дмитриј Муфлеј је спој имена из Кјубриковог филма Доктор Стрејнџлав (совјетски премијер у филму се зове Дмитриј Кисов, а амерички председник Меркин Мафлеј) - није бишви агент КГБ, а глумио га је Бернард Кирхоф.
- Емброуз Чапел (Амброзијева капела) је локација у Хичкоковом филму Човек који је знао превише, а не бивши агент ЦИА, којег је глумио Џон Роџерс.
- Џорџ Каплан (помиње га наратор) је измишљени лик у филму Алфреда Хичкока Север-северозапад.
- В. А. Кенигсберг (В. А. је за Вудија Алена, а Кенигсберг је право презиме Вудија Алена), а глумио га је Бинем Орег.

## Критике
Када је филм показан групи студената социологије који су проучавали теорије завере, многи су погрешно поверовали да је ово искрени и озбиљан филм. Даље, Вејн Грин, заговорник хипотезе о лажном спуштању на Месец, је навео овај филм као доказ за своје ставове, поверовавши да су снимци Никсоновог особља извучени из контекста доказ лажног спуштања.